# Успенский храм (Торопец)
Успенская церковь — православный храм в городе Торопец Тверской области. В настоящее время находится в сильно разрушенном состоянии.

## Расположение и современное состояние
Здание Успенского храма расположено на пересечении улиц Ленина и Карла Маркса. Улица Ленина до революции называлась Успенской — по названию Успенского храма.
В настоящее время храм находится в разрушенном состоянии, зданию нужны серьёзные восстановительные работы, которые на данный момент не проводятся.

## История
Каменный Успенский храм был построен в 1786 году прихожанами на месте сгоревшего старого храма.
Имел три престола: главный в честь Успения Божьей Матери, придельные в честь святых Зосимы и Савватия Соловецких Чудотворцев и в честь великомученика Димитрия Солунского.
Рядом с храмом стояла высокая колокольня, уничтоженная советскими властями. На колокольне висели 6 колоколов, самый большой из них весил около 1000 кг.
Церковная библиотека насчитывала более 240 книг.
В разное время к Успенскому храму был приписан Троицкий в деревне Кудино и Рождества Богородицы в другой части города.
В советское время долгое время в храме располагалась керосиновая лавка. В 1999 году храм был объявлен памятником архитектуры регионального (областного) значения.

## Архитектура
Храм построен в стиле барокко, имел богатое внутреннее убранство. Представляет собой большое кирпичное и оштукатуренное здание типа восьмерик на четверике.
Стены храма ранее были окрашены в светло-синий цвет.
Рядом находились трапезная с двумя приделами и высокая трехъярусная колокольня. Они были разобраны в 1962 году.

## Галерея

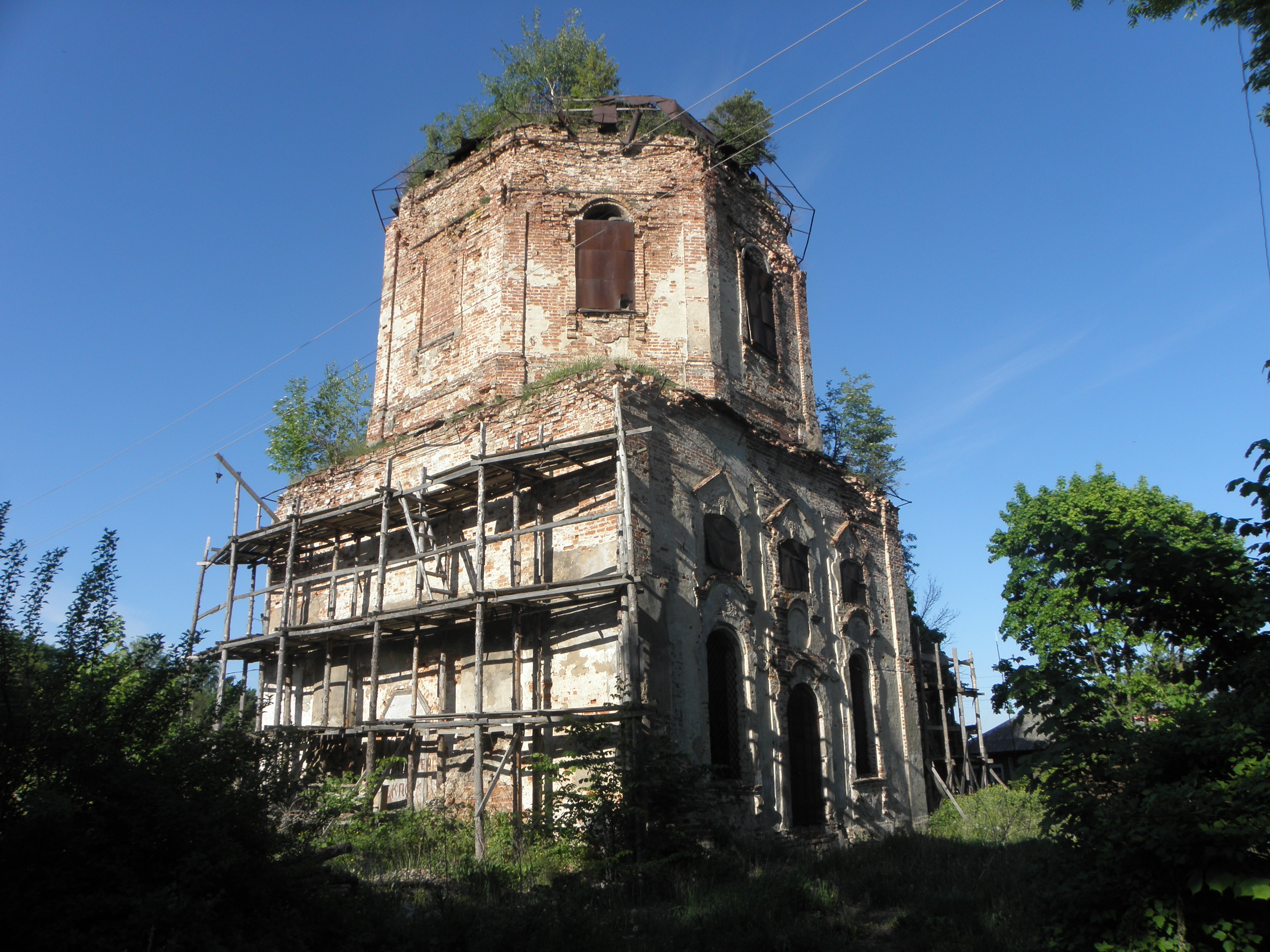
Храм в 2012 году.
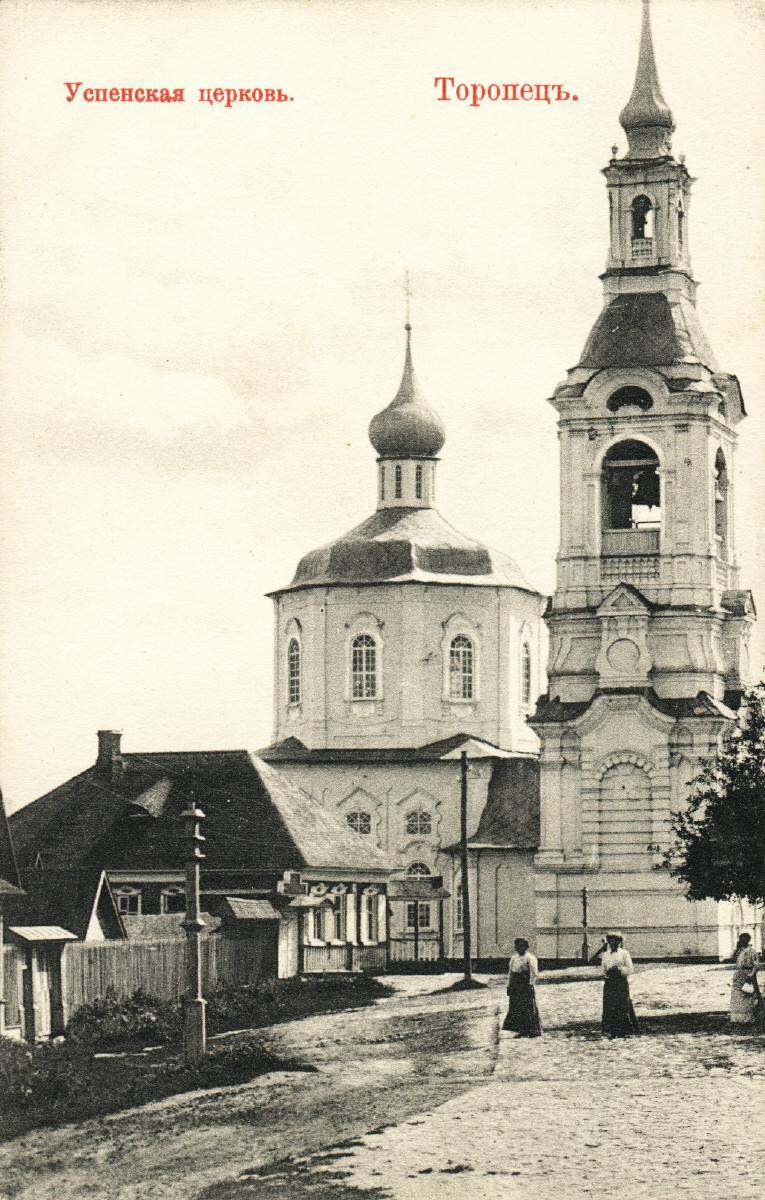
Начало XX века. Рядом видна высокая колокольня, уничтоженная советскими властями.
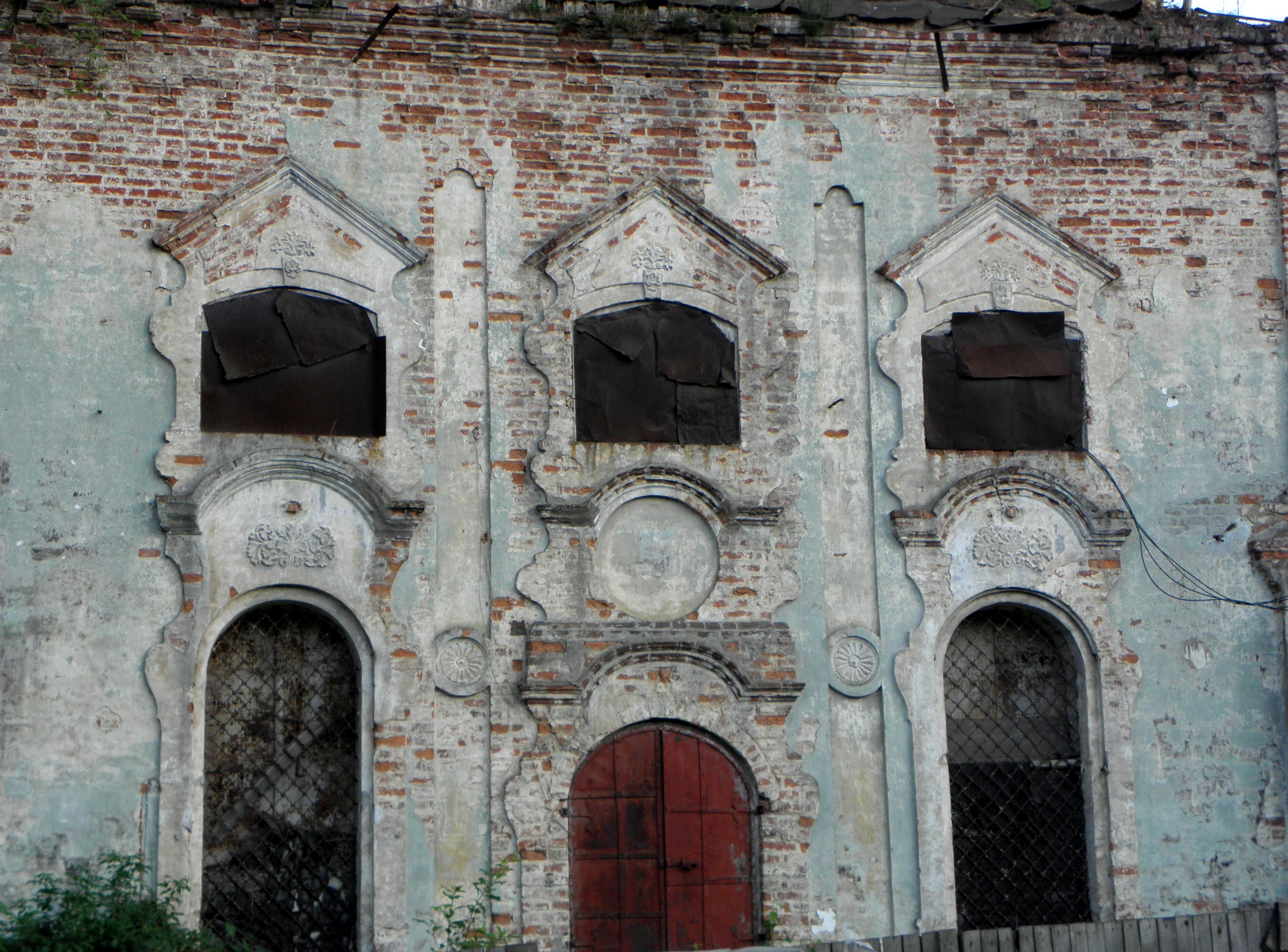
Фрагмент фасада.

## Духовенство
В разные годы служили:
- Священник Иоанн Успенский
- Священник Петр Иоаннович Быстров (14.11.1865 — 03.1868)
- Протоиерей Иоанн Григориевич Беллавин
- Священник Феодор Иоаннович Горожанский (1899—1913)
- Священник Иоанн Гаврилович Лебедев
- Священник Александр Федосов
- Дьякон Иоанн Васильевич Смирнов

## См.также
- Список храмов Торопца